# Оксамитові пальчики (телесеріал)
«Оксамитові пальчики» (англ. «Fingersmith») — це британський двочастинний мінісеріал телеканалу BBC, зі сценарієм від Пітером Ранслі (за мотивами однойменного роману Сари Вотерс) та режесурою від БАФТА-нагородженої Ешлінґ Волш. Випуск серіалу відбувся на телебаченні восени 2005 року (березень-квітень), та на DVD 18 квітня 2005.
Історія є адаптацією однойменного роману Сари Вотерс і показує зустріч двох дуже різних юних дівчин і того, як впливає гра з аферою та божевіллям. Серіал зрежисований Ешлінґ Волш, з такими зірками як Саллі Гокінз, Імелда Стонтон, Елейн Кассіді, Руперт Еванс та Чарльз Денс.
Мінісеріал отримав номінацію на «кращий драматичний серіал» на «Премії БАФТА у телебаченні» 2006 року. А також був двічі номінований на «Ірландську премію у галузі кіно і телебачення»: «найкраща акторка у телесеріалі» (Елейн Кесседі) та «найкращий режисер телевізійної драми чи драматичного серіалу» (Ешлінґ Волш).

## Сюжет
Життя двох молодих жінок стикаються у вікторіанській Англії, коли група злодіїв придумує ретельну аферу, щоб обдурити юну спадкоємицю на її спадщину. Історія чергується між закрученими задніми алеями діккенсівського Лондона та закритою похмурістю готичного особняка 1862 року.

## У ролях
| Актор           | Роль                       |
| --------------- | -------------------------- |
| Саллі Гокінз    | Сью Тріндер                |
| Елейн Кессіді   | Мод Ліллі                  |
| Імелда Стонтон  | місіс Саксбі               |
| Руперт Еванс    | Річард «Джентльмен» Ріверс |
| Чарльз Денс     | дядько Ліллі               |
| Девід Тровтон   | містер Іббс                |
| Бронсон Вебб    | Джон Ворм                  |
| Стівен Вайт     | Чарльз                     |
| Мішель Докері   | Бетті                      |
| Річард Дерден   | містер Готрі               |
| Поллі Гемінґвей | місіс Стайлс               |
| Сара Бадел      | місіс Фробішер             |
| Сара Вотерс     | прислуга                   |

## Виробництво
Знімальний процес серіалу проходив з серпня по жовтень 2004 року, у таких місцях: Лондон, Гартфордшир.

## Випуск
З 27 березня по 10 квітня 2005 року серіал був показаний як три 60-хвилинні епізоди, на ТБ. Згодом він був випущений на DVD у вигляді двох 90-хвилинних епізодів, список акторів та творців серіалу наприкінці кожного новозмонтованого епізоду був скоригований, щоб включити туди лише тих акторів та творців, які були у епізоді чи працювали над ним.

## Нагороди та номінації
| Список нагород та номінацій     | Список нагород та номінацій | Список нагород та номінацій            | Список нагород та номінацій        | Список нагород та номінацій | Список нагород та номінацій |
| Кінопремія                      | Дата церемонії              | Категорія                              | Номінант(и)                        | Результат                   | Дж                          |
| ------------------------------- | --------------------------- | -------------------------------------- | ---------------------------------- | --------------------------- | --------------------------- |
| Irish Film & Television Academy | 5 листопада 2005            | Найкраща акторка з серіалів            | Елейн Кессіді                      | Номінація                   |                             |
| Irish Film & Television Academy | 5 листопада 2005            | Найкращий режисер — драматичний серіал | Ешлінґ Волш                        | Номінація                   |                             |
| Премія БАФТА у телебаченні      | 7 травня 2006               | Найкращий драматичний серіал           | Саллі Гед Ешлінґ Волш Пітер Ранслі | Номінація                   |                             |